# Эйн-Харод
Эйн-Харод (ивр. עֵין חֲרוֹד‎) — кибуц на севере Израиля, существовавший с 1921 по 1952 годы. В дальнейшем был разделен на два независимых кибуца: Эйн-Харод-Ихуд и Эйн-Харод-Меухад.

## Общие сведения
Кибуц расположен в Изреельской долине рядом с кибуцом Тель-Йосеф, в 76 км от Тель-Авива, в 87 км от Иерусалима. Поселенческое движение Ха-Тнуа ха-Киббуцит, региональный совет Гильбоа.

## История
Эйн-Харод был основан в 1921 году членами Гдуд ха-авода на территории, выкупленной Еврейским национальным фондом. Первые поселенцы страдали от малярии. В 1929 году поселение переместилось на северную оконечность долины реки Харод. В ходе арабских беспорядков 1936−1939 годах Эйн-Харод подвергался нападениям арабских отрядов. В кибуце для контратак были организованы «особые ночные роты», проходившие подготовку под руководством Чарлза Орда Уингейта. 
В период Войны Израиля за независимость отряды Пальмаха, базировавшиеся в Эйн-Хароде, выбили части Арабского легиона из Изреельской долины, из долины Харод и с гор Гилбоа. После подписания соглашения о прекращении огня с Трансиорданским эмиратом в 1949 году демаркационная линия прекращения огня («зелёная черта») прошла относительно недалеко от Эйн-Харода. Кибуц нередко подвергался набегам арабских террористов до Шестидневной войны.

## Музеи

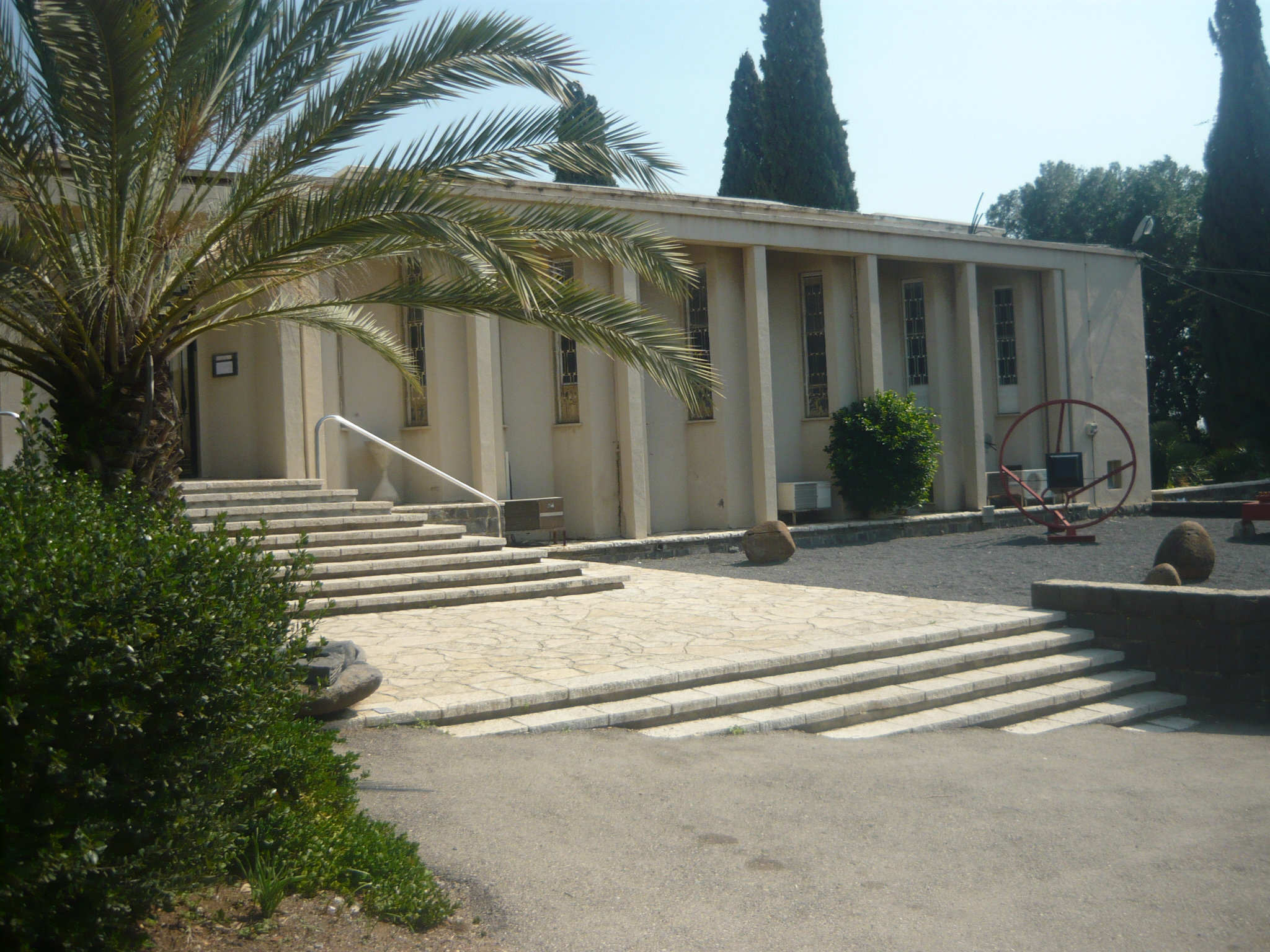
Музей искусств Эйн-Харода, открытый в 1948 году

"Mishkan Le'omanut" (Музей искусств Эйн-Харода) — один из самых первых музеев  искусств  в Израиле. Он был основан в первые годы кибуца с убеждением, что искусство и культура - существенные аспекты общественного развития. Работы изначально были выставлены в небольшой хижине. Внушительное здание музея, спроектированное Сэмюэлем Биккелсом, было открыто в 1948 году.
Дома "Бейт Штурман" - коллекция археологических находок, связанных с историей данной местности.